# Československá hokejová reprezentace v sezóně 1992/1993
Československá hokejová reprezentace v sezóně 1992/1993 sehrála celkem 10 zápasů. Jejím posledním turnajem byla Cena Izvestijí 1992, kde obsadila 2. místo, když prohrála ve finále 21. prosince 1992 s týmem Rusko II.

## Přehled mezistátních zápasů
| Pořadí | Datum             | Soupeř    | Výsledek            | Soutěž               | Místo utkání |
| ------ | ----------------- | --------- | ------------------- | -------------------- | ------------ |
| 1157.  | 30. srpna 1992    | Rusko     | 2:3 (1:0, 1:1, 0:2) | Sauna Cup 1992       | Helsinky     |
| 1158.  | 31. srpna 1992    | USA       | 6:1 (1:0, 3:0, 2:1) | Sauna Cup 1992       | Turku        |
| 1159.  | 2. září 1992      | Finsko    | 7:2 (1:0, 6:1, 0:1) | Sauna Cup 1992       | Turku        |
| 1160.  | 6. listopadu 1992 | Kanada    | 7:4 (2:0, 2:3, 3:1) | Deutschland Cup 1992 | Stuttgart    |
| 1161.  | 7. listopadu 1992 | Rusko     | 1:3 (0:1, 1:1, 0:1) | Deutschland Cup 1992 | Stuttgart    |
| 1162.  | 8. listopadu 1992 | Německo   | 3:4 (0:0, 2:3, 1:1) | Deutschland Cup 1992 | Stuttgart    |
| 1163.  | 15. prosince 1992 | Kanada    | 4:4 (1:0, 2:3, 1:1) | Cena Izvestijí 1992  | Moskva       |
| 1164.  | 17. prosince 1992 | Rusko I.  | 4:2 (1:0, 2:1, 1:1) | Cena Izvestijí 1992  | Moskva       |
| 1165.  | 19. prosince 1992 | Švýcarsko | 7:2 (2:0, 2:0, 3:2) | Cena Izvestijí 1992  | Moskva       |
| 1166.  | 21. prosince 1992 | Rusko II. | 1:2 (1:1, 0:1, 0:0) | Cena Izvestijí 1992  | Moskva       |

## Bilance sezóny 1992/93
| Soupeř    | Zápasy | Výhry | Remízy | Prohry | Skóre |
| --------- | ------ | ----- | ------ | ------ | ----- |
| Finsko    | 1      | 1     | 0      | 0      | 7:2   |
| Kanada    | 2      | 1     | 1      | 0      | 11:8  |
| Německo   | 1      | 0     | 0      | 1      | 3:4   |
| Rusko     | 4      | 1     | 0      | 3      | 8:10  |
| Švýcarsko | 1      | 1     | 0      | 0      | 7:2   |
| USA       | 1      | 1     | 0      | 0      | 6:1   |
| Celkem    | 10     | 5     | 1      | 4      | 42:27 |